# Mesochorus ottawaensis
Mesochorus ottawaensis là một loài tò vò trong họ Ichneumonidae.